# Candelaria (Toa Baja)
Candelaria es un barrio ubicado en el municipio de Toa Baja en el estado libre asociado de Puerto Rico. En el Censo de 2010 tenía una población de 23343 habitantes y una densidad poblacional de 1.893,04 personas por km².

## Geografía
Candelaria se encuentra ubicado en las coordenadas 18°24′26″N 66°13′3″O / 18.40722, -66.21750. Según la Oficina del Censo de los Estados Unidos, Candelaria tiene una superficie total de 12.33 km², de la cual 12.32 km² corresponden a tierra firme y (0.08%) 0.01 km² es agua.

## Demografía
Según el censo de 2010, había 23343 personas residiendo en Candelaria. La densidad de población era de 1.893,04 hab./km². De los 23343 habitantes, Candelaria estaba compuesto por el 71.79% blancos, el 16.93% eran afroamericanos, el 0.42% eran amerindios, el 0.14% eran asiáticos, el 7.07% eran de otras razas y el 3.64% pertenecían a dos o más razas. Del total de la población el 99.39% eran hispanos o latinos de cualquier raza.